# Fiat 804
Vous lisez un « bon article » labellisé en 2010.
La Fiat 804 ou 804 Corsa est une automobile de course du début des années 1920 développée par le constructeur automobile italien Fiat. Destinée exclusivement à la compétition, elle s'illustre notamment en 1922 en remportant le Grand Prix de l'Automobile Club de France ainsi que le Grand Prix d'Italie, établissant ainsi la domination de Fiat en Grands Prix devant des constructeurs aussi prestigieux que Ballot ou Bugatti.
Le règlement de ces Grands Prix ayant, en 1922, fixé la cylindrée des automobiles en lice à 2 litres maximum, le nouveau moteur Type 404 à 6 cylindres en ligne de 1 991 cm3 de cylindrée est retenu pour propulser la Fiat 804 ; en réalité, il s'agit simplement du moteur de la 802, le Type 402, amputé de deux cylindres et dont la course est diminuée de 20 mm. À l'inverse du moteur, le châssis, dont la dénomination « 804 » donne son nom à l’automobile, inaugure une configuration innovante et « élégante ».
Après le départ de l'ingénieur Giulio Cesare Cappa de la direction de la Section Études Spéciales, à l’origine de la Fiat 804, celle-ci est remplacée en 1923 par la 805, à laquelle est assigné l'objectif de préserver la compétitivité de Fiat en Grands Prix automobiles.

## Contexte et développement

### Fiat en Grand Prix

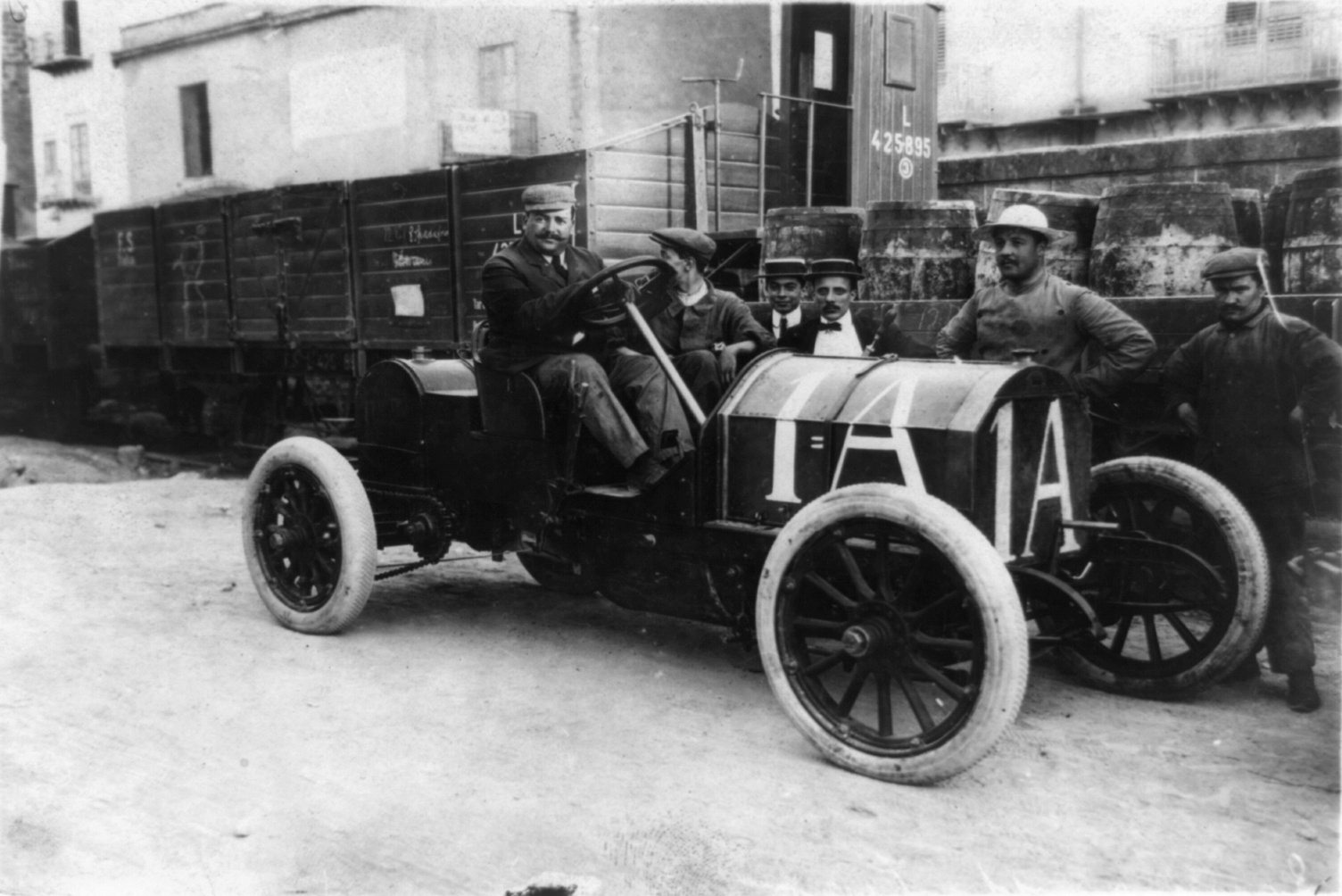
Vincenzo Lancia sur une Fiat 50 HP lors de la Targa Florio en 1908.

Pour beaucoup de constructeurs automobiles du début des années 1900, la compétition est un moyen extraordinaire, si ce n'est un passage obligé, pour se faire connaître et promouvoir ses modèles, une victoire en course permettant de rapidement se forger une réputation. À cette époque, le rendez-vous de toutes les sportives se tient au Grand Prix de l'Automobile Club de France et Giovanni Agnelli, le fondateur de Fiat, ne manque pas cette occasion de « prouver l'endurance et la qualité de ses automobiles ». Il s’entoure pour cela de deux pilotes italiens encore célèbres aujourd'hui : Vincenzo Lancia et Felice Nazzaro.
Dès la première édition en 1906, Fiat engage deux 130 HP et celle pilotée par Nazzaro termine certes deuxième, mais à plus de trente minutes du vainqueur ; la Fiat devance néanmoins les automobiles Lorraine-Dietrich, Panhard ou encore Brasier et par ce résultat, le constructeur italien non seulement gagne en reconnaissance, mais endosse également l'habit du concurrent sérieux. Cependant, c'est véritablement en 1907 que se situe l'apogée de Fiat en compétition ; Felice Nazzaro s'adjuge en effet la victoire au GP de l'ACF, à la Targa Florio et au Kaiserpreis, soit les trois plus importantes courses de l'époque.

### Le retour à la compétition

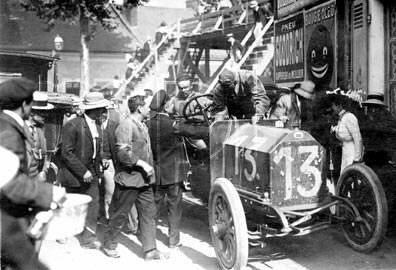
Victoire du Français Victor Hémery sur Fiat S61 au GP de l'ACF 1911.

Les années qui suivent sont des années de transition pour Fiat : les deux pilotes Lancia et Nazzaro quittent Fiat au début des années 1910 pour fonder leur propre entreprise, l'Automobile Club de France ne parvient pas à organiser de Grand Prix en 1909 faute d'un nombre suffisant de participants et l'Italie, comme beaucoup d'autres pays, se prépare à affronter un conflit mondial qui va l’occuper jusqu'en 1918. Si Fiat remporte tout de même quelques succès — Victor Hémery remportant notamment sur une Fiat de tourisme le Grand Prix de France 1911 —, il faudra attendre, à l'instar des autres constructeurs européens, le début des années 1920 pour faire son retour officiel en compétition,.
Étonnamment, c'est aux 500 miles d'Indianapolis que Fiat signe son retour en compétition, et il faut attendre l'année 1921 pour que soit conçue une automobile destinée spécialement aux Grands Prix européens, entièrement nouvelle car devant se conformer au règlement défini par l'Association internationale des automobiles clubs reconnus. Pour 1922 elle fixe à deux litres la cylindrée maximum et à 650 kg le poids minimum des automobiles en lice, de façon à limiter les accidents,, : la Fiat 804.

## Technique
En 1922, l'histoire de l'automobile s'étale sur moins d'une trentaine d'années et il n'est donc pas étonnant que, du point de vue technique, la Fiat 804 ne soit pas fondamentalement différente des premières automobiles à essence, sa partie mécanique se résumant essentiellement au moteur. Ce dernier, dénommé « Type 404 », a été conçu par l'ingénieur italien Giulio Cesare Cappa sur la base moteur Type 402, un 8 cylindres en ligne ayant déjà fait ses preuves sur d’autres modèles.
Le règlement des Grands Prix limitant la cylindrée des moteurs engagés en compétition à 2 litres, Cappa décide de retirer deux cylindres au moteur 402. Cette modification ne suffisant pas pour atteindre la cylindrée requise, il diminue également la course du moteur, la faisant passer de 120 mm à 100 mm, ce qui donne un rapport course/alésage de 1,54 pour une cylindrée totale de 1 991 cm3. Cappa emprunte également au moteur Type 403 les dernières technologies dont il est doté — l'articulation des linguets, les trois ressorts de rappel des soupapes et les pistons ajourés — pour les greffer au moteur 404. Celui-ci pèse finalement 170 kg.
Si le moteur de la 804, malgré sa nouvelle dénomination 404, n'adopte aucune architecture réellement innovante, Fiat en revanche inaugure sur la voiture une nouvelle boîte de vitesses, toujours équipée de 4 rapports mais à levier central, en remplacement de celles équipant les Fiat 801, 802 et 501SS. Le châssis, dénommé 804, est certes d’une « construction classique », mais sa structure est inhabituelle : les longerons sont en effet agencés parallèlement aux ressorts des suspensions avant (des ressorts à lames semi-elliptiques, comme à l'arrière) avant de suivre la carrosserie jusqu'à la pointe, dite « Bordino ». Quelques détails aérodynamiques font par ailleurs la particularité de la 804 : les échappements notamment, qui sont intégrés dans une conduite profilée rivetée le long du flanc gauche de la carrosserie.
Testé sur banc le 14 mars 1922, le moteur 404 développe 67 ch (49 kW) à 3 000 tr/min ; cependant, grâce entre autres à sa course réduite lui permettant des régimes plus élevés, il atteint une puissance maximale de 92 ch (68 kW) à 5 000 tr/min, soit seulement 200 tr/min avant le régime-moteur maximal. Le poids total de l’automobile étant par ailleurs limité à 660 kg, soit seulement 10 kg au-dessus de la limite fixée par le règlement, la vitesse maximale atteinte est de 170 km/h,.

## Résultats sportifs

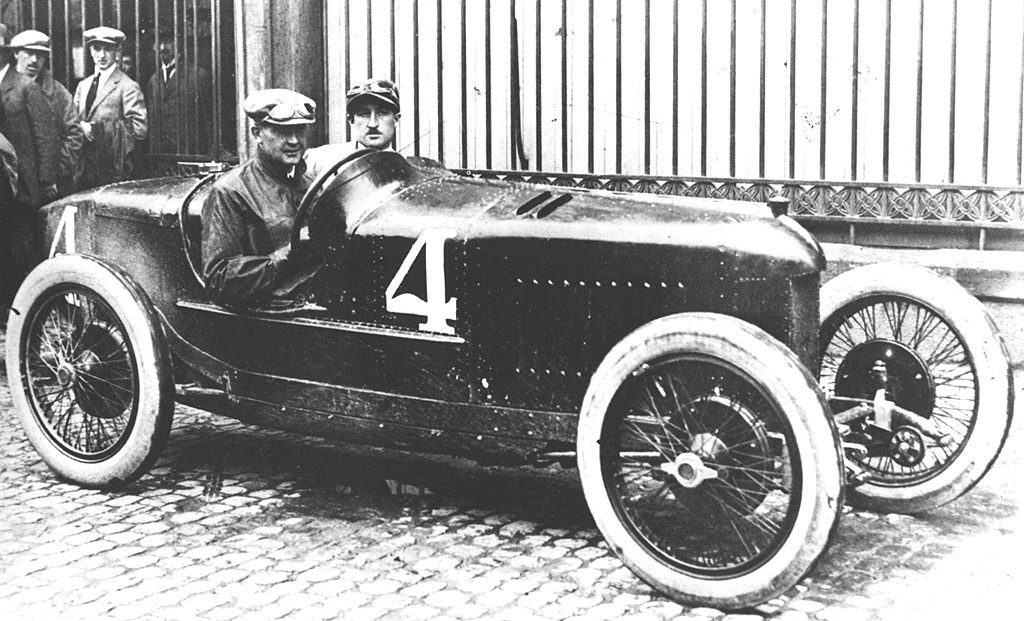
Felice Nazzaro au volant de sa Fiat 804 en 1922.

En 1922, Fiat engage au Grand Prix de l'Automobile Club de France trois automobiles 804 pilotées par Pietro Bordino, Biago Nazzaro et son oncle Felice Nazzaro ; Ce dernier, qui a déjà couru pour Fiat dans les années 1900, signe à nouveau un contrat avec le constructeur italien pour disputer le GP de l'ACF 1922 ainsi que le Grand Prix d'Italie 1922. L'épreuve française, à laquelle participent notamment les deux principaux concurrents de Fiat, les constructeurs Ballot et Sunbeam, a lieu le 15 juillet à Strasbourg,.
Sous une pluie battante, les automobiles débutent le GP de l'ACF par un départ groupé et Felice parvient rapidement à prendre la tête, favorisé par un placement chanceux,. Quelques tours plus tard, marqués en particulier par l'abandon de deux Sunbeam en raison d'un problème de soupape, il est rejoint par Bordino et Biago Nazzaro. Les trois pilotes Fiat vont alors mener la course pendant près de quarante tours — au cours desquels la plupart des automobiles concurrentes sont victimes de différents problèmes techniques, — avant que Biago soit lui-même victime, au cinquante-troisième tour, d'un accident qui va lui coûter la vie : le train arrière de sa 804 se rompt dans une ligne droite et perd une roue, et l'automobile percute un arbre à pleine vitesse. Au dernier tour de l'épreuve, Bordino est lui aussi victime de la même défaillance mais réussit à arrêter sa voiture, indemne ; il ne termine pas la course,. Felice Nazzaro remporte la victoire avec une avance d'une heure sur ses deux poursuivants, des Bugatti Type 30.
En dépit du décès de Biago, Fiat aligne à nouveau trois automobiles 804 — au châssis remanié pour éviter les incidents survenus au GP de l'ACF — au départ du Gran Premio d'Italia 1922 (Grand Prix d'Italie) qui se tient le 10 septembre sur le tout nouveau circuit de Monza. Felice Nazzaro et Pietro Bordino sont une nouvelle fois présents, accompagnés d'Enrico Giaccone sur la troisième automobile. La puissance du moteur est portée à 112 ch (82 kW). De façon inattendue, la domination de Fiat au Grand Prix de l'ACF suscite de très nombreuses défections pour le GP d'Italie : Ballot, Benz, Bianchi, Bugatti, Mercedes, Rolland-Pillain et Sunbeam annoncent ainsi leur retrait de la course. Austro-Daimler est contraint également de quitter la course à la suite d'un accident lors des essais. En fin de compte, seules 7 automobiles dont 2 Fiat prennent le départ : la Fiat 804 de Giaccone ne peut en effet prendre le départ en raison d'un embrayage défaillant. Au bout de 80 tours, Pietro Bordino termine en tête, suivi de Felice Nazzaro,.
| Année | Épreuve             | Position | Pilotes        | Équipe | Modèle          |
| ----- | ------------------- | -------- | -------------- | ------ | --------------- |
| 1922  | Grand Prix de l'ACF | 1er      | Felice Nazzaro | Fiat   | Fiat 804 92 ch  |
| 1922  | Grand Prix d'Italie | 1er      | Pietro Bordino | Fiat   | Fiat 804 112 ch |
| 1922  | Grand Prix d'Italie | 2e       | Felice Nazzaro | Fiat   | Fiat 804 112 ch |

## Épilogue
Si les succès de la Fiat 804 aux deux principaux Grands Prix de la saison 1922 permettent de « redorer le blason de Fiat », ils provoquent en revanche d'importants bouleversements dans les bureaux d'études du constructeur italien. Le principal concerné est Giulio Cesare Cappa, toujours à la quête d'innovations, désire entre autres abandonner l'architecture vieillissante du moteur 404 (issu des moteurs 402 et 403) pour une nouvelle. Cette idée déplait à Guido Fornaca, l'un des dirigeants de Fiat, qui considère à l'inverse qu’il est préférable d'améliorer les technologies existantes ayant fait leurs preuves, afin de garantir à Fiat de nouveaux succès en compétition, vitaux pour les ventes d’automobiles de tourisme.
Se sentant les mains liées, Cappa décide de quitter son poste à la direction de la Section Études Spéciales pour ne plus se consacrer qu'aux automobiles de tourisme, espérant ainsi pouvoir y marier conception élégante et haute technicité ; de cette volonté naîtront d'ailleurs les Fiat 519 et 509. Mais encore une fois, cette vision s'oppose à celle de Fiat dont l'objectif est de produire des modèles de très grande série, aux exigences techniques limitées. Frustré, Cappa quitte définitivement Fiat le 6 février 1924. Pour sa part, Vincenzo Bertarione, le superviseur des moteurs 402/403/404, avait quitté Fiat dès la fin 1922 en raison du refus d'une augmentation demandée à la suite des victoires en Grands Prix.